# جوزفین کاکرن
جوزفین گریس کاکْرِن (به انگلیسی: Josephine Garis Cochrane) ‏(۸ مارس ۱۸۳۹ — ۳ اوت ۱۹۱۳) بانوی مخترع آمریکایی بود که نخستین ماشین ظرف‌شویی کارا را در سال ۱۸۸۶ اختراع کرد. با اینکه در سال ۱۸۶۵ ماشینی توسط ال ای الکساندر طراحی شده بود، اما طرح ماشین ساخت جوزفین به عنوان پایه‌ای در تولید ماشین‌های ظرف‌شویی خانگی اوایل سده بیستم بکار گرفته‌شد.
شرکت ماشین لباسشویی هلالی کوکران پس از مرگ کاکرن در سال ۱۹۱۳، که برای اولین بار کار تجاری خود را آغاز کرد، از طریق خرید توسط شرکت تولیدی هوبارت، بخشی از KitchenAid شد و در سال ۱۹۴۹، اولین ماشین ظرفشویی KitchenAid بر اساس طرح کاکرن به مردم معرفی شد. در دهه ۱۹۵۰، بیشتر خانوارها به آب گرم دسترسی داشتند که در گذشته محدود شده بود و نگرش‌های فرهنگی در مورد نقش زنان در حال تغییر بود، بنابراین بازار مصرف خانگی ماشین ظرفشویی در دهه ۱۹۵۰ باز شد. کاکرن پس از مرگ به دلیل اختراع ۳۵۵٬۱۳۹ صادر شده در ۲۸ دسامبر ۱۸۸۶ به دلیل اختراع ماشین ظرفشویی، در سال ۲۰۰۶ به تالار مشاهیر ملی مخترعان معرفی شد.

## زندگی‌نامه
جوزفین در سال ۱۸۳۹ به دنیا آمد. پدرش جان گریس مهندس عمران و مادرش ایرن فیچ نوهٔ مخترع نخستین قایق بخار، جان فیچ بود. جوزفین با بازرگان و سیاستمدار، ویلیام کاکرن ازدواج کرد. آن‌ها زندگی مرفهی در شهرستان شل‌بای، ایلینوی داشتند.

### اختراع ماشین ظرف‌شویی
ایدهٔ اختراع ماشین ظرف‌شویی زمانی به ذهن جوزفین رسید که او متوجه شد بسیاری از ظروف چینی آن‌ها توسط خدمتکاران در شستشوی دستی لب‌پر شده بودند. بنابراین ماشین خود را طراحی کرد که از یک چرخ تسمه‌دار درون دیگ بخار مسی تشکیل‌شده بود. او شرکت خود را نیز تأسیس کرد. ماشین ظرف‌شویی او در سال ۱۸۹۳ در نمایشگاه جهانی شیکاگو برنده جایزه شد و به رستوران‌ها و هتل‌ها فروخته شد. اگرچه آن ماشین‌ها به دلیل بزرگ بودن و نیاز به آب داغ زیاد برای خانه‌ها مناسب نبودند، اما طرح آن‌ها پایهٔ نخستین ماشین‌های ظرفشویی بود.